# معهد رودكي للغة والأدب
معهد أبي عبد الله رودكي للغة والأدب هي الهيئة التنظيمية للغة الطاجيكية من اللغة الفارسية، ومقرها في دوشانبي ، طاجيكستان. وهو أحد أقدم معاهد الأبحاث في الأكاديمية الطاجيكية للعلوم؛ ويعمل كسلطة رسمية على اللغة ويساهم في البحث اللغوي حول اللغة الطاجيكية واللغات الأخرى في طاجيكستان.
تأسس معهد اللغة والأدب في جمهورية طاجيكستان في العهد السوفييتي في 17 آذار 1932. في عام 1958، في الذكرى 1100 لميلاد مؤسس الأدب الفارسي الطاجيكي أبو عبد الله رودكي، سُمي المعهد تكريمًا له.

## طالع أيضًا
- أكاديمية اللغة والأدب الفارسي
- أكاديمية العلوم في أفغانستان[الإنجليزية]
- الدراسات الفارسية

## روابط خارجية
- الموقع الرسمي